# Índice de precios

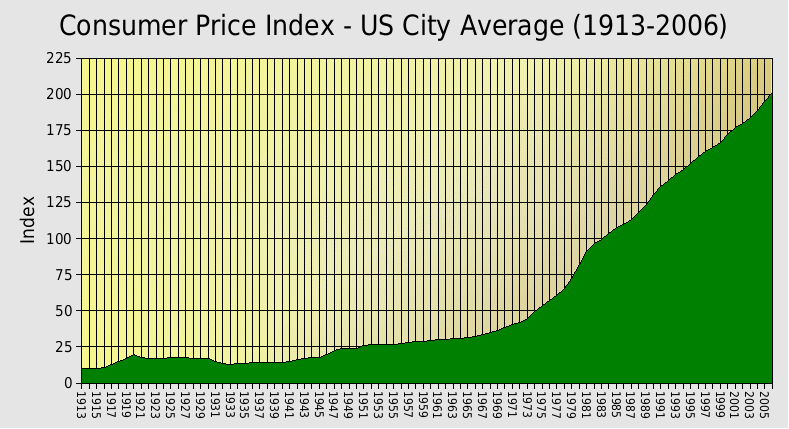
índice de precios al consumo de (1913 - 2006)

Un índice de precios es un número índice calculado a partir de los precios y cantidades de un período. El más utilizado es el Índice de precios al consumo, que mide cómo evoluciona el gasto de una familia media.

## Cálculo de los índices de precios

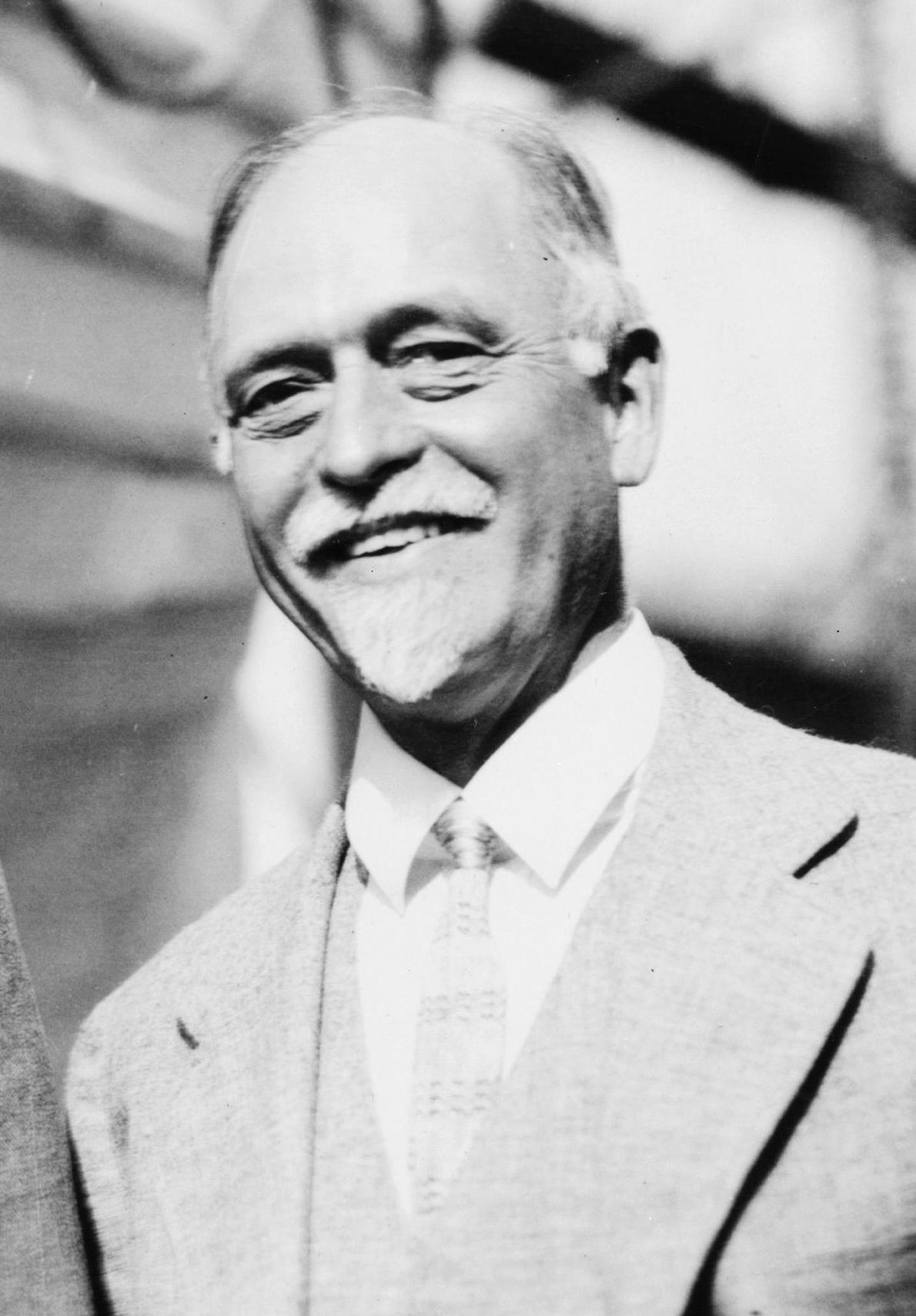
Irving Fisher

Existen dos métodos principales para calcular índices de precios: el índice Paasche (del economista alemán Hermann Paasche) y el índice de Laspeyres (del economista alemán Ernst Louis Étienne Laspeyres).

### Índice de Paasche
El índice Paasche tiene como fórmula:

{\displaystyle IP_{P}={\frac {\sum _{i}p_{1i}q_{1i}}{\sum _{i}p_{0i}q_{1i}}}}

siendo {\displaystyle IP} el índice de precios, {\displaystyle p_{0i}} y {\displaystyle q_{0i}} los precios y cantidades del artículo {\displaystyle i} en el período inicial o período base, y {\displaystyle p_{1i}} y {\displaystyle q_{1i}} los mismos en el período posterior que estemos analizando. Se podría resumir de esta manera:

{\displaystyle {\frac {{\text{Precios nuevos}}\times {\text{Cantidades nuevas}}}{{\text{Precios viejos}}\times {\text{Cantidades nuevas}}}}}

Este índice también se conoce como deflactor del PIB:

{\displaystyle {PIB_{Real}}={\frac {PIB_{Nominal}}{D}}}

### Índice de Laspeyres
El índice de Laspeyres se calcula mediante la siguiente fórmula:

{\displaystyle IP_{L}={\frac {\sum p_{1}q_{0}}{\sum p_{0}q_{0}}}}

siendo {\displaystyle IP_{L}} el índice de precios, {\displaystyle p_{0}} y {\displaystyle q_{0}} los precios y cantidades en el período inicial o período base, y {\displaystyle p_{1}} y {\displaystyle q_{1}} los mismos en el período posterior que estemos analizando. Se podría resumir de este modo:

{\displaystyle {\frac {{\text{Precios nuevos}}\times {\text{Cantidades viejas}}}{{\text{Precios viejos}}\times {\text{Cantidades viejas}}}}}

El índice de Laspeyres sobrevalora sistemáticamente la inflación, mientras que el índice de Paasche la infravalora. Un dato importante es que este índice se utiliza para calcular el IPC (índice de precios del consumo).

### Índice de Fisher
Un tercer índice, el índice de Fisher (del economista estadounidense Irving Fisher), intenta mitigar el problema de la infravaloración o sobrevaloración de los índices anteriores, siendo una especie de resultado intermedio de los dos anteriores; calcula el  Promedio Geométrico de los dos anteriores: 

{\displaystyle IP_{F}={\sqrt {IP_{P}\cdot IP_{L}}}}

## Tipos de índices
En la práctica los países usan diversos índices de precios para diferentes objetivos:
- Índice de precios del consumidor, usado para medir el coste de la vida de un consumidor promedio, a partir de los gastos de productos consumibles o cuyo fin último es el consumo de los hogares, es de uso frecuente, en la actualización de ciertos subsidios y salarios. La mayor parte de países usan como IPC un índice de tipo Laspeyres.
- Índice de precios del productor, usado para medir los costes de producción que afrontan las empresas, a partir de los costes de materias primas y energía, se usa para estimar las dificultades competitivas de las empresas, para este índice suele usarse un índice de tipo Laspeyres.
- Deflactor del PIB, usado en la contabilidad nacional, se define como un índice de tipo Paasche.

Las series históricas para estos tres índices siguen tendencias generales muy parecidas para la mayor parte de países, siendo el PPI algo más inestable y el deflator del PIB un poco más estable (al tratarse de una media ponderada).